# Dibenzofurano
Dibenzofurano, é composto orgânico heterocíclico com a estrutura química mostrada à diteira. É um composto aromático que tem dois anéis benzeno fundidos a um anel furano no meio. Todos os átomos de carbono numerados têm um átomo de hidrogênio ligado a cada um deles (não é mostrado na imagem). Dibenzofurano é um éter aromático tendo a fórmula química C12H8O.
De forma imprópria, o termo 'dibenzofurano' pode também referir-se aos dibenzofuranos policlorados  (PCDFs, do inglês polychlorinated dibenzofuran), uma família de compostos orgânicos em que um ou vários dos hidrogênios da estrutura do dibenzofurano são substituídos por átomos de cloro. Os dibenzofuranos policlorados são muito mais tóxicos do que os compostos aparentados e têm propriedades e estruturas químicas similares às dibenzodioxinas policloradas. Esses grupos são frequentemente chamados impropriamente de dioxinas.